# Lorius domicella
El lori damisela (Lorius domicella) una especie de ave psitaciforme de la familia Psittaculidae endémica de las Molucas. Solo vive en las islas de Ceram y Ambon, donde está en peligro de extinción por la caza abusiva. Todo lo que se conoce de esta especie se ha estudiado en ejemplares en cautividad; la primera reproducción se obtuvo en 1955.
Miden unos 30 cm y tienen una envergadura alar de 75 cm. Incuban de 24 a 26 días una puesta de 2 huevos.

## Textos citados
- Forshaw, Joseph M. (2006). Parrots of the World; an Identification Guide. Illustrated by Frank Knight. Princeton University Press. ISBN 0-691-09251-6.